# عبد الكريم الكوريوي
عبد الكريم الكَوْرِيَوِيّ (1901 - 12 نوفمبر 2001) عالم إسلامي وسياسي وأكاديمي بنغالي. كان رئيس جمعية علماء الإسلام في بنغلاديش، ورئيس آزاد ديني إدارة التعليم، المدرب المركزي للإصلاح المسلمين. في الحياة الروحية كان خليفة حسين أحمد المدني.

## سيرة شخصية
ولد عبد الكريم في عام 1901 في قرية غَمْرَاغُل في كَوْرِيَا في منطقة فرعية بِشْوَنات في مقاطعة سِلْهَت ‏. والده السيد عباس علي الكوريوي. درّس في دار العلوم ديوبند. تولى رئاسة جمعية علماء الإسلام في بنغلاديش ‏ عام 1971. سُجن ثلاث مرات في الحركة المناهضة لبريطانيا. في عام 1964، تولى قيادة الجمعية من خلال أداء واجبات نائب أمير من جمعية منطقة سلهت. في 16 مارس 1965، انتخب رئيسًا لجمعية علماء الإسلام في شرق باكستان. وبعد الاستقلال أعيد انتخابه رئيسا للبلاد عام 1974. في وقت لاحق، شغل منصب الرئيس المركزي لجمعية من 1988 إلى 2001. كانت الحركة ضد الملحدين المرتدين بمن فيهم تسليمة نسرين وأحمد شريف في عام 1994 نتاج رعايته بشكل أساسي. 